# Stema municipiului Baia Mare

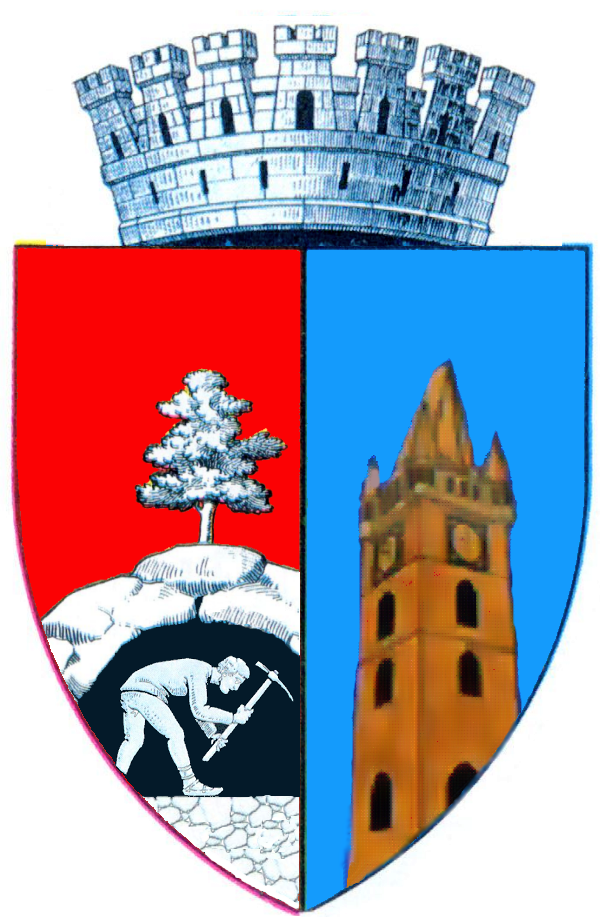
Stema municipiului Baia Mare

Stema municipiului Baia Mare a fost adoptată în 1998. Aceasta se compune dintr-un scut triunghiular, cu marginile rotunjite, despicat.
În cartierul din dreapta, pe fond roșu, se află un miner lucrând cu târnăcopul într-o galerie plasată la baza unui deal; deasupra, crescut din deal, este un castan comestibil, cu coroană bogată, totul de argint. În interiorul galeriei, din peretele acesteia se desprind o floare de mină și frânturi de metal prețios, toate de aur. În cartierul din stânga, pe fond albastru, se află un turn pătrat, de aur, etajat, dotat cu ferestre luminate, reprezentate pe fond negru, și ceas, terminat cu un acoperiș ascuțit, flancat cu turnulețe, așezat pe o terasă cu mai multe deschideri. Scutul este timbrat de o coroană murală de argint, cu șapte turnuri crenelate.
Semnificațiile elementelor însumate:
- Castanul comestibil secular și minereul reprezintă bogăția solului și a subsolului, precum și ocupația locuitorilor zonei, mineritul.
- Floarea de mină reprezintă muzeul de profil existent în zonă.
- Turnul construit de Iancu de Hunedoara amintește de perioada de prosperitate a comunității din acea vreme.
- Coroana murală cu șapte turnuri crenelate semnifică faptul că localitatea are rangul de municipiu, reședință de județ.

## Variante vechi ale stemei

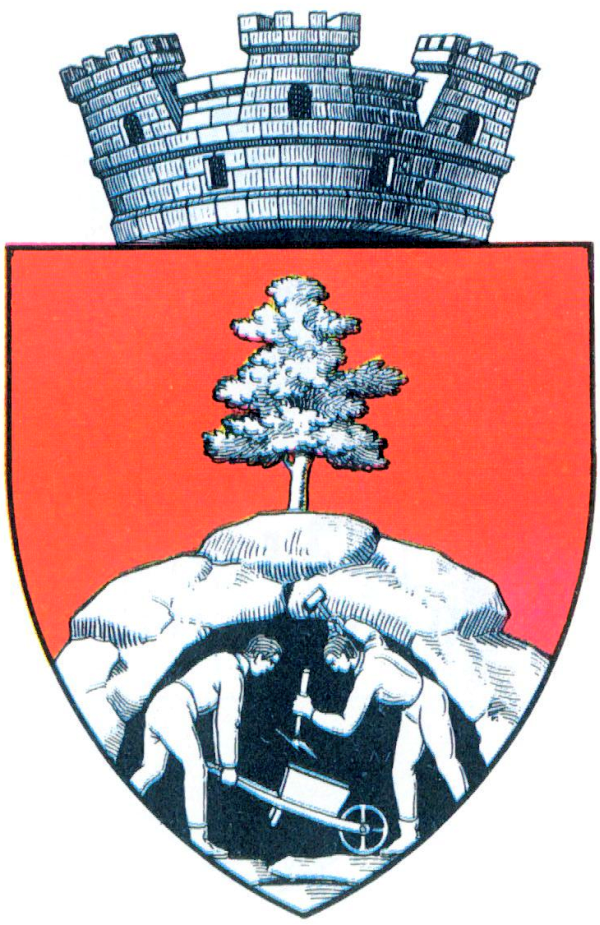
în perioada interbelică
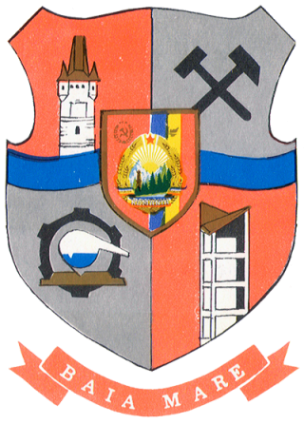
în perioada comunistă